# Szolnoki Péter
Szolnoki Péter (Debrecen, 1970. május 22.) Artisjus-díjas magyar zenész, énekes, zeneszerző, hangszerelő, a Bon-Bon együttes énekese, fuvolistája.

## Pályafutása
Nyolcévesen kezdett zenével foglalkozni fuvolistaként. 1984-től 1989-ig a Zalka Máté Zenész Tiszthelyettesképző Szakközépiskola diákja volt, ahol klasszikus tanulmányai mellett belekóstolhatott a könnyű műfajba is. Sziluett nevű popegyüttesével A rock gyermekei című zenei műsor slágerlistáján több hétig a harmadik helyen szerepelt.
1989-ben, az iskola elvégzése után a Zrínyi Miklós Katonai Akadémia Fúvós-szimfonikus Zenekarának tagja lett. 1990 első felében a tatai katonazenekarban dolgozott, szeptembertől pedig már a Police Big Band tagjaként muzsikált 2009-ig. Itt lehetősége nyílt a fuvola mellett énekelni és basszusgitározni is. Egy kis ideig Végvári Ádám zenekarában basszusgitározott. Ezzel párhuzamosan pedig a Lehár Ferenc Operettzenekarban fuvolázott 1993-ig.
1993-ban a Ki mit tud? elődöntőjében jazz kategóriában szerepelt. Ebben az évben találkozott Török Tamással, akivel 1995-ben megalakította a Bon-Bon formációt. Ezt követően végigjárta a magyar könnyűzene szamárlétráját, így szinte minden híres előadóval, együttessel dolgozott.
Részben ő énekelte 1997-ben az Újpest FC himnuszának is számító "Mindig Újpest" kezdetű dalt.

## Közreműködések
1993
- Tomsits Rudolf jazztrió – ének
- A kiscelli romtemplomban megrendezett „Koldusopera” című színdarabban – fuvola
- Bang Bang – vokál
- Kádek Heni „Mesebál” című gyereklemez – fuvola, piccolo, vokál
- Rapülők együttes „Rapeta” című lemezén és koncert turnéján – ének, vokál, fuvola
- Pierrot „Levelek a Holdba” című lemezén – fuvola, piccolo

1994
- Hevesi Tamás “Ezt egy életen át kell játszani” c. lemezén – vokál, fuvola
- Soho Party “Pizza” c. lemezén – ének, vokál
- Omega A Népstadion koncerten és a “Vizes blokk”, “Száraz blokk” c. lemezen – vokál, fuvola, furulya, piccolo
- Omega „Trans and Dance” c. lemezén – vokál
- Sipos F. Tamás koncert turnéján – vokál
- A Rapülők Team Meseautó c. lemezén – ének, vokál
- Mester és tanítványai II. lemezén és koncert turnéján – vokál
- Jáger András „Be Bop” c. lemezén – ének, vokál
- Demjén Ferenc koncert turnéján – vokál

1995
- A Bulldózer zenekar tagja – basszusgitár, vokál
- Dés László Valahol Európában c. musical lemezén “Hosszú” szerepe – ének
- Edda Budapest Sportcsarnok koncertjén – vokál
- Malek Andrea „Ébredés” c. lemezén – vokál
- FLM „Megtalállak még” c. lemezén – vokál
- Happy Gang „Boojaka” c. lemezén – vokál
- Soho Party „Hiányzol” c. dalában – ének
- Hevesi Tamás „Abo Abo” c. lemezén – vokál
- Los Andinos „Flor del desierto” c. lemezén – ének, vokál
- Dés László „A dzsungel könyve” c. musical lemezén – vokál
- Dés László „Patika” című filmzenei lemezén – ének, vokál

1996
- Cserháti Zsuzsa „Hamu és gyémánt” c. lemezén – vokál
- DJ Dali „Shosholoza – Az album” c. lemezén – vokál, hangszerelés
- Happy Gang „Dauer” c. lemezén – ének, vokál, fuvola
- Bon-Bon az Eurovíziós Dalfesztivál hazai döntőjén „Egy rossz dobás” c. dal – ének, billentyűs hangszerek, zeneszerzés, hangszerelés

1997
- Charlie „Annyi minden történt” c. lemezén – vokál
- Hevesi Tamás „Másnak látsz” c. lemezén – vokál
- Cserháti Zsuzsa „Mennyit ér egy nő” c. lemezén – vokál
- Markos György „A magam részéről” c. lemezén – vokál
- Orsi “Ha lemegy a nap” c. lemezén – vokál
- Császár Előd “Butitájm” c. dalában – fuvola, piccolo
- Sipos F. Tamás “Boogie-Woogie” c. lemezén – zeneszerzés, vokál
- Az Earth, Wind & Fire előzenekaraként, a Petőfi Csarnok Szabadtéri Színpadán – ének, fuvola
- Cserháti Zsuzsa Kongresszusi Központbeli koncertjén és lemezén – vokál
- "Mindig Újpest, csak az Újpest" – fociinduló

1998
- duettet énekelt Auth Csillával, a Féltelek című Color-dalt.
- Irigy Hónaljmirigy “Snassz Vegasz” c. lemezén – vokál
- duettet énekelt Cserháti Zsuzsával, “A kulcs” című tv-show főcím dalát
- Pa-Dö-Dö “Tízéves a Pa-Dö-Dö” c. lemezén – ének, vokál
- Presser Gábor “Képzelt riport...” c. musical lemezén – ének, vokál
- Orsi “Egy csepp méz” c. lemezén – vokál
- Gyenes Béla “Karnevál” és “Ajándék” c. lemezein – vokál
- Jazz+Az “Kalózok” c. lemezén – vokál

1999
- Irigy Hónaljmirigy “Sovány Vegas” és a “Selejtező” c. lemezén – ének, vokál
- Az Ártatlan világ c. jótékonysági közös dalban – ének, vokál, fuvola
- Jazz+Az “Egynek jó” c. lemezén – vokál

2000
- László Attila Group “Smart Kid” c. lemezén – vokál
- Auth Csilla “Minden rendben” c. lemezén – vokál, fuvola, billentyűs hangszerek, zeneszerzés, hangszerelés
- Anita “Csak a vágy” c. lemezén – vokál, hangszerelés
- Cserháti Zsuzsa “Várj” c. lemezén – vokál
- Irigy Hónaljmirigy “Ráncdalfesztivál” c. lemezén – vokál, fuvola

2001
- Dés László “Üvegtigris” c. főcím dalában – vokál
- Charlie “Jazz” c. lemezén – vokál
- Irigy Hónaljmirigy “Flúgosfutam” c. lemezén – vokál
- Freddie Mercury emlékkoncert a Petőfi Csarnokban – ének
- Nikola Parov “Karácsonynak éjszakáján” c. lemezén – ének, vokál
- Charlie Kongresszusi Központbeli koncertjén – ének, vokál

2002
- Juventutis szimfonikus zenekar – fuvola

2003
- Cserháti Zsuzsa emlékére rendezett koncert – ének

2004
- Havasi Balázs koncertjén – ének
- Fool Moon (szegedi acappella fesztivál) – ének
- Zséda (Kongresszusi Központ) – ének
- Stúdió 11 – ének
- Rapülők „Riszájkling” album – közreműködő

2006
- Rapülők (Sport Arén) – vokál
- Budapest Jazz Orchestra és a Jazzpressionnel – ének
- Charlie lemezén – vokál
- Rácz Gergő lemezén – vokál
- Dés László lemezén – vokál

2007
- „Csináljuk a fesztivált” című műsor
- Kálloy-Molnár Péter lemezén – vokál-hangszerelés és vokál

2008
- „Disney on Ice” jégrevü – ének
- Takács Tamás Free Jazz Band – fuvola
- Ricardo Salsa Club zenekar – ének
- „Kölyök” című musical – ének

2009
- Ivannal közösen elindították az Összhang dalt, amelyhez klipet forgattak a Corvinus Quartett közreműködésével.
- Auth Csilla Nekem így című lemezére 2 dalt írt,
- Lakatos Pali lemezén – fuvola
- Szulák Andrea Musical, meg nem is című albuma – közreműködő

2010
- a 15 éves jubileumukat ünneplő Bon-Bon zenekar új lemezt adott ki „Mindig úton” címmel.
- Kulka János „Akarod, vagy nem” című albuma – fuvola
- A március 15-ei ünnepi műsorban Ambrus Ritával énekelt duettet.
- „Csináljuk a fesztivált” hatodik évadjában szerepelt
- Tűz és Jég címmel dalt írt Homonnay Zsolt – Polyák Lilla duett lemezére.
- Dalokat komponált a „Bőröndmese” című gyerek zenés darabhoz.
- Szeptember 4-én 15. jubileumi Bon-Bon koncertet adtak Tomival a Népligetben.
- Farkasházi Réka – „Hajnali csillag peremén” című gyereklemeze – vokál
- Irigy Hónaljmirigy – „Lady Gaga” paródiája – vokál
- Győri Friends Big Band-el – ének
- Szeretet.Éhség ökumenikus szervezet jótékonysági koncertjén – ének
- Összhang kórus (Iparművészeti Múzeum) – ének

2011
- „Hajrá Peti!” Alapítvány „Váltsd valóra” című közös dalában énekelt.
- Vida József Mássalhangzók című lemeze – ének
- Polgár Péter sing-up estjén – sztár vendég
- Erdőhegyi Brigitta Swing koncertje – sztárvendég
- Jávory Dávid – Jávory Vilmos emlékére készülő – lemeze – vokál
- Aegon konferencia (Danubia szimfonikus zenekarral) – ének
- Megyeri János szobrászművész nyírbátori, reneszánsz panoptikumának Syma csarnokbeli leleplezésére (sajtótájékoztatójára) zenét komponált.
- Király L. Norbinak, Sánta Lászlónak és Serbán Attilának írt dalokat.
- Fool Moon acappella együttes 10 éves jubileumi és szegedi Városházi koncertje – ének
- Gesztivál Rapülők koncertje – ének
- Never címmel Fethullah Gülen török filozófus, költő, vallási vezető angol nyelvű versére írt dalt.
- Szulák Andrea lemezén a „Christmas song” című dalban – vokál és fuvola
- Báthory Erzsébetről írt musicalt Moravetz Levente író-rendező-színművésszel.
- Bágya András születésének 100. évfordulójára rendezett emlékkoncert – ének
- Török Tamással együtt elkészítette az 5.1 című új Bon-Bon EP-t.

2012
- Összefogás koncert – ének
- Nóta tv Slágergyár döntője – zsűri
- Swing koncertet adott a Budapest Jazz Orchestrával a Budapest Jazz Club-ban.
- Tunyogi Bernadett jubileumi koncertjén énekelt az Uránia Színházban.
- Énekelt és vokálhangszerelt a Csomópont közös dalában, az “Égjen örökké”-ben.
- Fellépett a Kiskőrösi Big Band és a Csepeli Auth Henrik Fesztivál Fúvószenekar koncertjén.
- A Nők Lapja mellékleteként megjelent Cserháti Zsuzsa, Szécsi Pál, Máté Péter, Demjén Ferenc és Balázs Ferenc válogatáslemezeken – ének
- Fellépett a Hajdúszoboszlói Dixieland Fesztiválon a Debrecen Big Band kíséretében.

## Rajzfilmdalok
- 1998: Oroszlánkirály 2.
- 1999: Toy Story 2
- 2000: Eszeveszett birodalom
- 2001: Nincs több suli
- 2002: Szilaj, a vad völgy paripája
- 2003: Mackótestvér
- 2005: Amerikai sárkány
- 2005: Csodacsibe
- 2006: Mackótestvér 2.
- 2007: A Robinson család titka
- 2007: Bűbáj
- 2009: Micimackó
- 2009: A hercegnő és a béka
- 2010: Toy Story 3
- 2011: The Muppets
- 2013: Phineas és Ferb
- 2013: Sanjay és Craig
- 2014: Csingiling és a kalóztündér
- 2015: Spongyabob – Ki a vízből!
- 2015: Láva
- 2015: A 7. törpe
- 2015: Medvetesók (1. évad)
- 2018: Napsugár

## Szinkronszerepek
- A Simpson család: Clay Roberts edző
- Batman: A rajzfilmsorozat; Gyurmaarc, 1-2. rész (1. évad 4-5. rész): Teddy Lupus – Dick Gautier
- Monk – A flúgos nyomozó; Mr. Monk és a keresztapa (3. évad 5. rész): Vince a testőr – Oleg Zatsepin
- Rablópandúrok: Sauveur – Moussa Maaskri
- Tündéri keresztszülők; Filmvarázs (3. évad); Pucc parádé (6. évad): Sylvester Calzone – Jim Ward
- Tron: Örökség: Bartik – Conrad Coates
- Városfejlesztési osztály; 2. évad 6., 9., 22. rész; 3. évad 10. rész: Joe a csatornázásiaktól – Kirk Fox
- Muppets: Floyd Pepper és Dr. Teeth
- Toy Story: Kék kuka
- Szuperhősök Ligája: Sinestro – Ted Levine
- Érintés: 1. évad 9. rész: Felipe
- Phineas és Ferb: Rusty Bridges
- Dokik: 3. évad 17. rész: Dr. Ramirez
- Kemény motorosok: 6. 7. évad: West
- Ki van itt?: kötekedő biliárdozó
- NCIS: 12. évad 22. rész: Adem
- Empire: 2. évad 1. rész: Clay
- Kungfu Panda 3.: panda
- Star Wars VII.: pilóta
- Star Wars VIII.: pilóta
- Zsivány egyes: pilóta
- Solo: Egy Star Wars-történet: pilóta
- Napsugár: kutya

## Albumok
Bon-Bon
- 1995 – Kapaszkodj meg! (PolyGram-3T)
- 1996 – Just A Fool (PolyGram-3T)
- 1997 – Csak a holnapnak élek (PolyGram-3T)
- 1998 – Nem vagyunk mi angyalok (PolyGram-3T)
- 1999 – The Name Is Bon... (Universal-3T)
- 2000 – Időutazás (1995-2000) (Universal-3T)
- 2001 – Irány a légió! (Universal-3T)
- 2003 – 008 (Universal-3T)
- 2004 – Kapod, amit látsz! (RWR)
- 2006 – Dupla élvezet (Gold)
- 2007 – All In (EMI)
- 2008 – Swing (EMI)
- 2010 – Mindig úton (Universal – Zebra)
- 2011 – 5.1 (Super Sound Kft.)
- 2017 – Bé oldal (Universal Music)

Szólólemez
- 2014 – Follow me (GrundRecords)